# Кадиївська сільська рада (Ярмолинецький район)
Кади́ївська сільська́ ра́да — колишня адміністративно-територіальна одиниця та орган місцевого самоврядування в Ярмолинецькому районі Хмельницької області. Адміністративний центр — село Кадиївка.

## Загальні відомості
- Територія ради: 40,02 км²
- Населення ради: 1 158 осіб (станом на 2001 рік)

## Населені пункти
Сільській раді були підпорядковані населені пункти:
- с. Кадиївка
- с. Волудринці
- с. Слобідка-Кадиївська

## Склад ради
Рада складалася з 12 депутатів та голови.
- Голова ради: Коваль Анатолій Іванович
- Секретар ради: Арбузова Ганна Броніславівна

### Керівний склад попередніх скликань
| Прізвище, ім'я, по батькові | Основні відомості                                                 | Дата обрання | Дата звільнення |
| --------------------------- | ----------------------------------------------------------------- | ------------ | --------------- |
| Коваль Анатолій Іванович    | Сільський голова, 1961 року народження, освіта вища, безпартійний | 26.03.2006   | 31.10.2010      |
| Коваль Анатолій Іванович    | Сільський голова, 1961 року народження, освіта вища, безпартійний | 31.10.2010   |                 |

Примітка: таблиця складена за даними сайту Верховної Ради України

### Депутати
За результатами місцевих виборів 2010 року депутатами ради стали: